# 周法明
周法明（6世纪？—623年），永安郡（今湖北省黄冈市）人，隋朝末年民变领袖。

## 生平
周法明的父亲是周炅，兄长隋朝起部尚書、譙僖公周法尚。周法明在隋朝为真定县令，隋朝末年，周法明据永安郡反隋。李密占领黎阳仓，周法明举江、黄之地以归附李密。当时武阳郡丞元宝藏、黎阳李文相、洹水张升、清河赵君德、平原郝孝德、齐郡徐圆朗、任城大侠徐师仁、淮阳太守赵他等前后都归附李密。周法明和窦建德、朱粲、杨士林、孟海公、徐圆朗、卢祖尚等派使者通表劝进李密，李密认为东都未平，不可议此。只是自称魏公。李密失败后，周法明袭据黄梅，遣族子周孝节攻克蕲春，兄子周绍则攻克安陆，子周绍德攻克沔阳，依附萧铣。唐高祖武德四年五月十三庚午（621年6月8日），周法明以四郡降唐。五月十八乙亥（621年6月13日），唐高祖以周法明为黄州总管，封道國公。六月，黄州总管周法明趋夏口道，攻克萧铣安州，擒获其总管马贵迁。武德六年（623年）十一月，黄州总管周法明带兵攻打辅公祏。张善安掠孙州，擒获总管王戎，占据夏口抵抗周法明。周法明驻扎在荆口镇，十一月初十壬午（623年12月7日），周法明登上战舰饮酒，张善安派遣几名刺客伪装渔民，乘渔船到荆口镇，见者没有怀疑，于是他们袭杀周法明后离去。

## 后代
- 孙子：周惲，梁县县令
  - 曾孙：周沛，左拾遺
    - 玄孙：周頲，左驍衛兵曹參軍
      - 周墀，字德升
        - 周寬饒，崇文館校書郎
        - 周咸喜，京兆府參軍
        - 周承規，字遐慶
        - 周承矩，字後慶
          - 周泳，字應祥